# 莫扎特山麓冰川
70°0′S 71°0′W / 70.000°S 71.000°W
莫扎特山麓冰川（英語：Mozart Ice Piedmont）是南極洲的山麓冰川，位於亞歷山大一世島西岸，長110公里、寬28公里，由美國探險隊拍攝空中照片，以奧地利作曲家莫扎特命名。